# Nemognatha meraca
Nemognatha meraca es una especie de coleóptero de la familia Meloidae.

## Distribución geográfica
Habita en Mozambique.